# Celestin V.
Celestin V., papa od 5. srpnja 1294. do 13. prosinca 1294. godine.

## Životopis
Papa Celestin V. je bio toliko skroman da je htio živjeti kao siromah. Prodao je sve što ima i otišao živjeti u špilju kao pustinjak. Na nagovor kardinala postaje papom,ali samo 5 mjeseci.
Bio je sin seljaka Angelaria i Marije, rođene Leone. Rodio se u Iserni 1215. godine, kao pretposljednje od dvanaestero djece. Nakon što je postao redovnik stupio je u samostan S. Maria di Faifoli. Poslije je odlučio živjeti kao pustinjak. 1238. godine je u Rimu zaređen za svećenika. Nastavio je živjeti kao pustinjak te je privukao k sebi velik broj učenika. Papa Urban IV. je bulom potvrdio njegovu redovničku ustanovu, celestince, uklopivši ih ipak u benediktinski red. Nakon smrti pape Nikole IV. 12 kardinala su za papu izabrali Celestina V. Konklava je trajala čak 27 mjeseci. 
Papa je u Aquili u crkvi S. Maria di Collemaggio okrunjen 29. kolovoza 1294. U prisutnosti kardinalâ Celestin V. se odrekao papinstva, 13. prosinca 1294., i vratio u svoj pustinjački život. Umro je 19. svibnja 1296.